# بارون تشن
بارون تشن (بالصينية: 陳楚河) هو عارض وممثل تايواني، ولد في 9 مايو 1981 في تايوان.

## أعمال

### أفلام
- (2008) شاولين كرة السلة

## وصلات خارجية
- بارون تشن على موقع IMDb (الإنجليزية)
- بارون تشن على موقع قاعدة بيانات الفيلم (الإنجليزية)